# Haus Gospertstraße 56

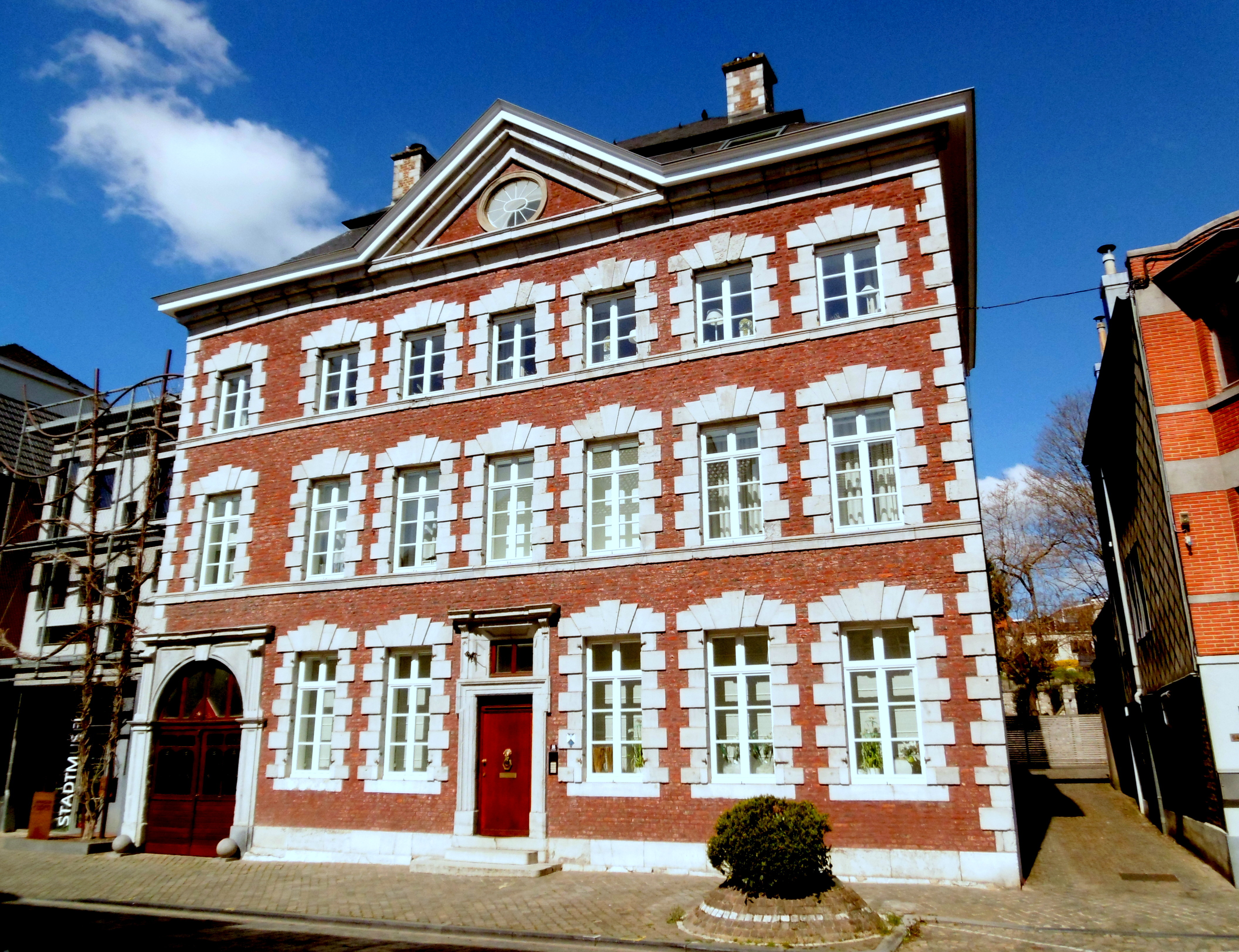
Straßenfassade des Hauses Gospertstraße 56

Das Haus Gospertstraße 56, früher auch bekannt als Haus Nyssen, ist ein Bürgerhaus in der belgischen Stadt Eupen. Das im ersten Viertel des 18. Jahrhunderts erbaute Gebäude im Stil des Louis-treize zählt zu den ersten Patrizierhäusern der Tuchhändler Eupens und ist seit dem 25. März 1983 als Kulturdenkmal geschützt. Die Baupläne werden dem Aachener Architekten Laurenz Mefferdatis zugeschrieben. Es gehört mit dem benachbarten Stadtmuseum Eupen im Haus Gospertstraße 52 zu einer Denkmalzone.

## Geschichte
Das Haus, zu dem ein großer Garten und ein Eiskeller gehört, wurde im Auftrag des Tuchkaufmanns Leonhard Roemer-Leonards erbaut. Die Zuschreibung erfolgte aufgrund stilistischer Merkmale, die bei den Bauten Mefferdatis charakteristisch sind, darunter die Rechteckfenster mit der Ausprägung der Gewände als Keilsteinfenster mit sieben Keilsteinen im Sturz und seitlich in Zahnschnittfolge wie auch an den vorderen Ecken des Hauses. Hinzu kommt, dass Mefferdatis in jener Zeit in Eupen nachweislich mit dem Bau der Nikolauskirche und dem Haus Rehrmann-Fey beauftragt war, wo er vergleichbare Elemente verwendete.
In den folgenden 200 Jahren erlebte das Anwesen einen regen Besitzerwechsel: Zunächst erbte es um 1730 Peter Fey-Lentz, der Schwiegersohn von Leonard Roemer-Leonards, dessen Erben es um 1793 Georg August Cross übertrugen. Bereits 1795 erhielt das Ehepaar Leopold The Losen und Maria Josepha Schmitz das Haus, bevor es 1801 Johann Jacob Gülcher erwarb. Im Jahr 1886 war der Komplex in Besitz von Johann Nicolaus Leich, dessen Tochter es der Familie Gustav Feder, Inhaber eines Textilbetriebes an der Weser in der Eupener Unterstadt, übertrug, die ihrerseits das Anwesen 1927 an Karl Meessen verkaufte. Schließlich erwarb es 1949 der Arzt Viktor Nyssen, nach dem es fortan als Haus Nyssen bezeichnet wurde. Nach dem Tod der Witwe Nyssen im Jahr 2006 wurde 2011 ein neuer Besitzer gefunden, der das mittlerweile baufällige Bürgerhaus einer umfangreichen Kernsanierung unterzog und zu einem Mehrfamilienhaus umbauen ließ. Dass Laurenz Mefferdatis tatsächlich der Baumeister ist, gilt in Eupen seit Langem als gesichert. Die neuen Besitzer, die Familie Scheen-Mentior aus Eupen haben den ehemaligen Tuchhändlerpalast demzufolge im Januar 2015 in Haus Mefferdatis umbenannt.

## Baubeschreibung

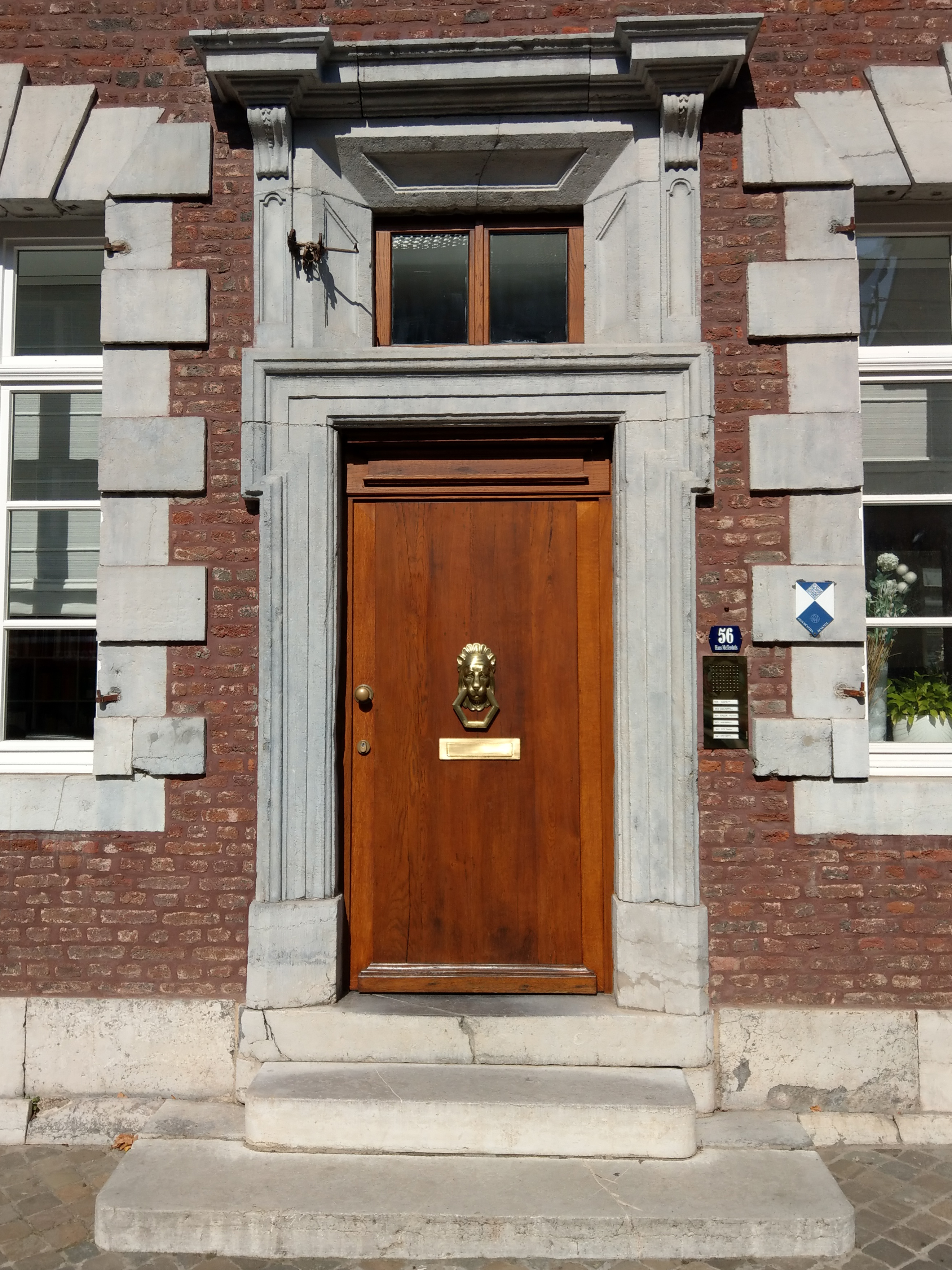
Türaufbau
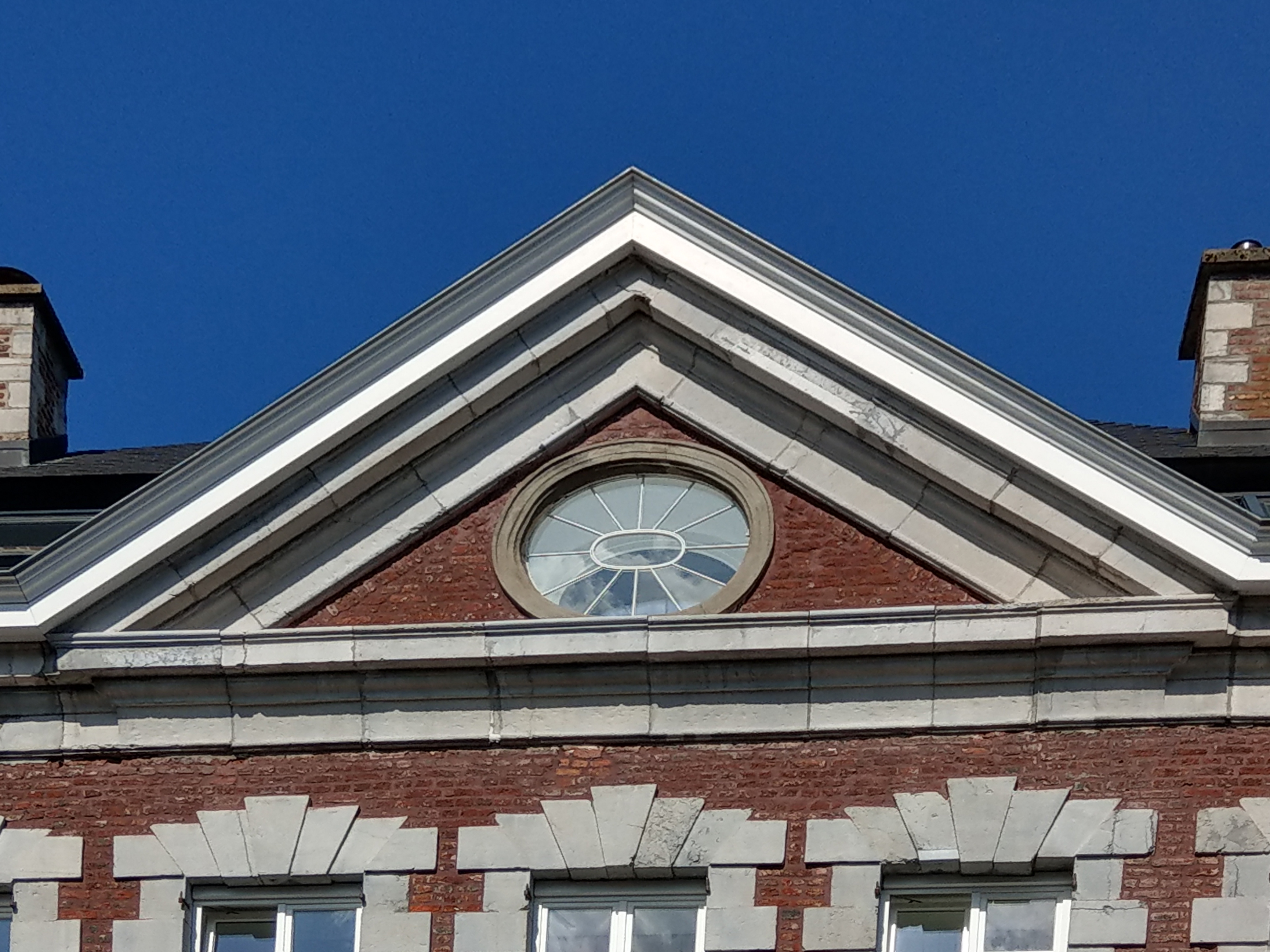
Giebelaufbau

Die siebenachsige Gebäude besteht aus drei Geschossen mit abnehmender Höhe und ist mit Rechteckfenstern ausgestattet, deren Gewände aus Blaustein im oben erwähnten Mefferdatis-Stil angefertigt sind. Die Sohlbänke der Fenster in den beiden Obergeschossen sind gesimsartig verlängert. Die linke Achse des Hauses beinhaltet im Erdgeschoss das rundbogige Tor, das mit massiven Blausteingewänden rechteckig umrahmt ist, die seitlich mit zweiteiligen Pilastern betont werden. In der mittleren Gebäudeachse befindet sich die über zwei Stufen erreichbare hölzerne Eingangstür mit einem goldenen Türklopfer, über deren Sturz ein rechteckiges Oberlicht eingebaut ist; alles zusammen eingefasst mit massiven Quadergewänden. Über den drei Mittelachsen des Hauses erhebt sich auf Dachhöhe ein Dreiecksgiebel mit integrierter runder Öffnung, einem sogenannten Ochsenauge.
Weil rechts des Hauses eine kleine Gasse verläuft, früher Welters- oder auch Klörekens Ganck genannt und später nach dem damaligen Besitzer in Gülchersgang umgetauft, heute aber namenlos ist, sind in der Hauswand weitere Fensteröffnungen eingelassen.
Die Rückfassade ist durch einen zweiachsigen und rechtwinklig zum Hauptgebäude stehenden Anbau teilweise verdeckt, der mit ähnlichen Öffnungen ausgestattet ist wie die Vorderseite und dessen Dachaufbau niedriger gehalten ist. Über dem obersten Geschoss der rückwärtigen dritten Achse des Hauses befindet sich ein Fenstergiebel für den Lastenaufzug. Das Gebäude als ganzes ist über ein rundum verlaufenden schweres Blaustein- und Holzgesims mit einem aus Schiefergestein angefertigtem, zweistufigen Walmdach mit Aufschieblingen abgedeckt, aus dem sich zwei Kamine mit Blausteineckquadern in Zahnschnittfolge erheben.